# Miyamoto Usagi
Miyamoto Usagi är en fiktiv karaktär i Stan Sakais tecknade serie Usagi Yojimbo. Usagi, huvudkaraktären i serien, är en antropomorfisk kanin (usagi betyder kanin på japanska) och ronin som vandrar krigarens pilgrimsfärd, musha shugyo. Han är en mycket skicklig svärdsfäktare - en av de bästa i det feodala Japan.
Han har även medverkat i TMNT-serier. I 1987 års tecknade TV-serie medverkar han i avsnitten "Usagi Yojimbo" och "Usagi Come Home". och kommer från 1500-talets feodala Japan på Jorden i en alternativ historia-verklighet, där antropomorfiska djur och inte människor utgör de dominerande arterna.

### Fotnoter
1. ↑  Solomon, Charles (18 december 2005). ”Don't get between the rabbit and his sword”. The Los Angeles Times. http://articles.latimes.com/2005/dec/18/books/bk-solomon18. Läst 22 augusti 2010.
2. ↑  ”25 YEARS OF "USAGI YOJIMBO"”. Comic Book Resources. http://www.comicbookresources.com/?page=article&id=23585. Läst 29 augusti 2010.
3. ↑  ”Stan Sakai Talks Usagi Yojimbo”. UGO.com Comics. Arkiverad från originalet den 15 juni 2011. https://web.archive.org/web/20110615043213/http://www.ugo.com/channels/comics/features/stansakai/default.asp. Läst 29 augusti 2010.
4. ↑  ”25 Years of the Rabbit Ronin: Stan Sakai on Usagi”. Newsarama. http://www.newsarama.com/comics/060902-Usagi.html. Läst 29 augusti 2010.
5. ↑  Solomon, Charles (8 mars 1993). ”Take one part Toshiro Mifune. Then add adventure and humor to get artist Stan Sakai's 'Usagi Yojimbo.'”. The Los Angeles Times. http://articles.latimes.com/1993-03-08/news/vw-1786_1_usagi-yojimbo. Läst 30 augusti 2010.
6. ↑  ”BCC: SPOTLIGHT ON STAN SAKAI”. Comic Book Resources. http://www.comicbookresources.com/?page=article&id=23317. Läst 30 augusti 2010.
7. ↑  ”WC: 25 YEARS OF USAGI YOJIMBO”. Comic Book Resources. http://www.comicbookresources.com/?page=article&id=20276. Läst 2 september 2010.
8. ↑  ”Ninjaturtles”. Arkiverad från originalet den 5 december 2011. https://web.archive.org/web/20111205110516/http://www.ninjaturtles.com/cartoon/guide/cart050.htm. Läst 4 augusti 2011.
9. ↑  ”Ninjaturtles”. Arkiverad från originalet den 29 augusti 2011. https://web.archive.org/web/20110829085214/http://www.ninjaturtles.com/cartoon/guide/cart052.htm. Läst 4 augusti 2011.